# Themeda caudata
Themeda caudata là một loài thực vật có hoa trong họ Hòa thảo. Loài này được (Nees ex Hook. & Arn.) A.Camus miêu tả khoa học đầu tiên năm 1922.